# Гринюк Юрій Михайлович
Гринюк Юрій Михайлович (1891, с. Воскресинці Коломийський район Івано-Франківської області — 20 листопада 1937) — український письменник, вчитель. Розстріляний за сфабрикованою справою так званої «Подільської філії Української військової організації».

## Дитинство
Народився у бідній родині в якій було четверо дітей: Юрій та його три рідні сестри. З чотирьох років відзаробляв у пана: пас гусей, свиней та овець. Вступає до Коломийської гімназії, пробує писати перші літературні твори. Згодом вступає на правничий факультет до Львівського університету. Заробляє репетитерством.

## Перші Визвольні Змагання
З початком Першої світової війни мобілізований до австрійського війська. В армії продовжує займатись поезією. Потрапляє до штрафбату. А в кінці грудня 1914 р. за антивоєнну агітацію засуджують до шести місяців ув'язнення у військовій фортеці. За Директорії УНР обіймав посаду тимчасово виконуючого обов'язки начальника відділу політичної інформації у Вінниці. В січні 1920 року переходить на службу до червоних. Працює у губчека. Вступає до більшовицької партії. Якийсь час працює в редакції газети «Червоний стрілець», згодом служить при штабі Української червоної галицької армії. Потрапляє у полон до поляків. Перебуває у в'язницях Бердичева та Рівного, звідки тікає до Вінниці. Лишається жити у Вінниці, бере участь в політиці українізації, влаштовується на роботу до школи вчителем української мови.

## Міжвоєнний період
Вступає до літературної організації «Західна Україна» де видає ряд свої праць. 10 лютого 1933 року заарештований. Звинувачений у керівництві Подільським відділом УВО, підготовці збройного повстання проти радянської влади. Цією самою постановою визнано винними ще 22 «члени Подільської філії УВО». Отримав 10 років концентраційних таборів. Розстріляний 1937 року у Медвежегірську.
1989 року посмертно реабілітований.